# Vampyrtal
Vampyrtal är inom matematiken ett sammansatt positivt heltal som kan skrivas som produkten av två tal, vilka tillsammans innehåller samma siffror samma antal gånger som det ursprungliga talet. De två talen kallas huggtänder och de behöver båda innehålla samma antal siffror och talen får inte heller båda sluta med 0.
Vampyrtal definierades av Clifford A. Pickover 1994 i ett inlägg till Usenet-gruppen sci.math, och publicerades senare i kapitel 30 i hans bok Keys to Infinity.
De första vampyrtalen är: 
1260, 1395, 1435, 1530, 1827, 2187, 6880, 102510, 104260, 105210, 105264, 105750, 108135, 110758, 115672, 116725, 117067, 118440, 120600, 123354, 124483, 125248, 125433, 125460, 125500, 126027, 126846, 129640, … (talföljd A014575 i OEIS)

## Definition och exempel
Ett tal är ett vampyrtal om det är ett positivt heltal x vilket består av ett jämnt antal siffror och har faktoriseringen x=yz, där längd(y) = längd(z) = längd(x)/2 och där multimängden av siffrorna i x är lika med multimängden av siffrorna i y och z.
Exempel på vampyrtal: 
1827 = 21 × 87
371893 = 383 × 971
3085816248 = 68088 × 45321

## Flera uppsättningar huggtänder
Ett vampyrtal kan ha flera distinkta par huggtänder.
Det första med två par huggtänder:
125460 = 204 × 615 = 246 × 510
Det första med tre par huggtänder:
13078260 = 1620 × 8073 = 1863 × 7020 = 2070 × 6318
Det första med fyra par huggtänder:
16758243290880 = 1982736 × 8452080 = 2123856 × 7890480 = 2751840 × 6089832 = 2817360 × 5948208
Det första med fem par huggtänder:
24959017348650 = 2947050 × 8469153 = 2949705 × 8461530 = 4125870 × 6049395 = 4129587 × 6043950 = 4230765 × 5899410

## Varianter
Vampyrprimtal, definierades av Carlos Rivera 2002, de är vampyrtal vars huggtänder är dess primtalsfaktorer. Det minsta vampyrprimtalet är:
117067 = 167 × 701
Det minsta vampyrprimtalet i kvadrat är:
2459319153459529 = (49591523)2
Pseudovampyrtal liknar vampyrtal förutom att huggtänderna hos ett pseudovampyrtal inte behöver vara lika långa. De första pseudovampyrtalen är: 
126, 153, 688, 1206, 1255, 1260, 1395, 1435, 1503, 1530, 1827, 2187, 3159, 3784, 6880, 10251, 10255, 10426, … (talföljd A020342 i OEIS)
Dubbelvampyrtal är ett vampyrtal vars huggtänder också är vampyrtal.